# Franz Rellich
Franz Rellich (14 septembre 1906 - 25 septembre 1955) est un mathématicien austro-allemand. Il apporte d'importantes contributions à la physique mathématique, en particulier pour les fondements de la mécanique quantique et pour la théorie des équations aux dérivées partielles. Le théorème de Rellich-Kondrachov porte son nom, ainsi que le théorème de Kato-Rellich.

## Biographie
Rellich est né à Tramin, alors dans le comté de Tyrol. Il étudie de 1924 à 1929 aux universités de Graz et de Göttingen et obtient son doctorat en 1929 sous la direction de Richard Courant à l'université de Göttingen avec la thèse sur "Verallgemeinerung der Riemannschen Integrationsmethode auf Differentialgleichungen n-ter Ordnung in zwei Veränderlichen" ("Généralisation de la méthode d'intégration de Riemann sur des équations différentielles d' ordre n à deux variables"). Lorsqu'en 1933 la grande tradition mathématico-physique de Göttingen se termine par la Machtergreifung des nazis, Rellich, ayant pris une position active contre le nazisme, est parmi ceux qui sont contraints de partir. En 1934, il devient Privatdozent à Marbourg, en 1942 professeur à Dresde et en 1946 directeur de l'Institut mathématique de Göttingen, jouant un rôle déterminant dans sa reconstruction. Erhard Heinz, Konrad Jörgens et Jürgen K. Moser sont ses doctorants. Sa sœur Camilla Juliana Anna est l'épouse du mathématicien Bartel Leendert van der Waerden. Rellich est mort à Göttingen.

## Contributions
Il travaille sur la théorie des perturbations des opérateurs linéaires sur les espaces de Hilbert : il étudie la dépendance de la famille spectrale {\displaystyle E_{\varepsilon }(\lambda )} d'un opérateur auto-adjoint {\displaystyle A_{\varepsilon }} sur le paramètre {\displaystyle \varepsilon } . Bien que les origines et les applications du problème soient en mécanique quantique, l'approche de Rellich est complètement abstraite.
Rellich travaille avec succès sur de nombreuses équations aux dérivées partielles avec dégénérescences. Par exemple, il montre que dans le cas elliptique, l'équation différentielle de Monge-Ampère, bien que n'étant pas nécessairement uniquement soluble, peut avoir au plus deux solutions.
La clarification mathématique de Rellich des conditions sortantes de Sommerfeld est particulièrement pertinente pour la physique.